# Hermie Hopperhead
 (décembre 2018).
Si vous disposez d'ouvrages ou d'articles de référence ou si vous connaissez des sites web de qualité traitant du thème abordé ici, merci de compléter l'article en donnant les références utiles à sa vérifiabilité et en les liant à la section « Notes et références ».
Hermie Hopperhead (ou Hermie Hopperhead: Scrap Panic) est un jeu vidéo de plate-forme sorti en 1996 et qui fonctionne sur PlayStation. 
Le jeu a été développé par Yuke's Media Creations puis édité par Hudson Soft.

## Scénario
Hermie est un jeune homme chanceux, aujourd'hui il a rendez-vous avec sa petite amie. En chemin, il entend un bruit qui semble venir d'une poubelle. Il s'arrête et tente de savoir d'où provient ce bruit. En se penchant dans la poubelle, il glisse et tombe dans ce qui se révélera être un puits menant vers un autre monde.

## Système de jeu

### Généralités
Vous dirigez Hermie dans un jeu de plate-forme tout au long de niveaux différents. Dès le début de votre aventure, vous découvrez la possibilité de vous faire escorter par des animaux de compagnie que vous découvrez dans des œufs qu'il suffit de percuter pour qu'ils vous accompagnent.
Vous récupérez des étoiles dorées pendant votre progression que vous redistribuerez à la fin de chaque niveau à vos animaux pour les faire évoluer (grandir). Chaque œuf a une couleur spécifique selon l'animal qu'il contient. Ils peuvent contenir une poule, une tortue, un pingouin et parfois un dragon. Plus vous leur donnez d'étoile et plus ils grandiront et deviendront agressifs envers les ennemis.
Vos compagnons peuvent également être transformés en plate-forme vous aidant à traverser des obstacles ou objets divers (tire-bouchon pouvant retirer un bouchon bloquant un accès par exemple). A la vue d'un panneau indiquant la possibilité de les transformer, il suffit juste d'appuyer sur le bouton de la manette pour les transformer en l'objet indiqué sur le panneau.

### Niveaux
Il existe pas loin d'une centaine de niveaux repartis sur plusieurs îles. Le graphisme de chaque niveau lui est propre mais malheureusement peu varié. Vous traversez parfois des cavernes où la musique est souvent la même. On peut malheureusement compter sur un faible nombre de musiques, qui malgré tout sont entraînantes.